# Liobagrus nigricauda
Liobagrus nigricauda е вид лъчеперка от семейство Amblycipitidae. Видът е застрашен от изчезване.

## Разпространение
Разпространен е в Китай (Юннан).